# Aulacochthebius exaratus
Aulacochthebius exaratus é uma espécie de insetos coleópteros polífagos pertencente à família Hydraenidae.
A autoridade científica da espécie é Mulsant, tendo sido descrita no ano de 1844.
Trata-se de uma espécie presente no território português.